# Kapitalis
Kapitalis est un site web tunisien d'actualités en langue française lancé en mars 2010.
Annoncé comme un site économique, le site est devenu généraliste et ouvertement politique, à la chute du régime de Zine el-Abidine Ben Ali.
Créé par Ridha Kéfi, qui en est directeur de la rédaction, Kapitalis se définit de nos jours comme un « portail d'information [...] spécialisé dans l'actualité tunisienne, notamment politique et économique ». En 2018, la rédactrice en chef est Zohra Abid.
Kapitalis publie également des tribunes ou des billets d'humeur, disant accorder « une grande importance aux débats d'idées et à l'expression citoyenne ».
Kapitalis a notamment été le premier à révéler les vacances, fin 2010, de la ministre française Michèle Alliot-Marie à Tabarka, en pleine révolution tunisienne,.
N'ayant pas un regard complaisant sur la politique en Tunisie, le site est accusé d'être hostile à Ennahdha, mais Zohra Abid affirme : « On n’est pas des militants, on est contre tout le monde ».